# Август Чарльз Гобарт-Гемпден
Август Чарльз Гобарт-Гемпден, (англ. Augustus Charles Hobart-Hampden); більше відомий як Гобарт-паша (англ. Hobart Pasha), нар. 1 квітня 1822, Лестершир — пом. 19 червня 1886, Мілан) — британський віце-адмірал, адмірал Османської імперії.

## Біографія
Народився в Лестершир в роду графів Бакінгемширов. У 1835 році став на службу в Королівський військово-морський флот Великої Британії. Будучи мічманом, служив на узбережжі Бразилії, беручи участь в кампаніях проти работоргівців. 25 вересня 1845 року отримав чин лейтенанта і через місяць був призначений на шлюп «Реттлер» під командуванням капітана Генрі Сміта. 11 березня 1847 року Гобарт був переведений на корабель «Хібернія» (англ. HMS Hibernia) під прапором віце-адмірала В. Паркера.

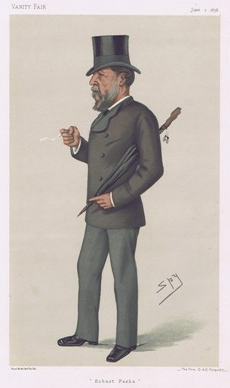
Карикатура на Гобарт-пашу (1878 рік)

У Балтійської кампанії Великої Британії (1854—1855) в ході Кримської війни 1853—1856, будучи капітаном «Драйвера» (англ. «Driver»), відзначився при взятті Бомарсунда та бомбардуванні Свеаборга. 29 вересня 1855 року Гобарт був підвищений до командера. 15 серпня 1861 року призначений командиром артилерійського корабля «Фоксхоунд» (англ. HMS Foxhound). В 1862 році закінчив службу в англійському флоті в званні кептена (відповідає капітану 1 рангу).
Під час Громадянської війни в США (1861—1865) служив на боці Конфедерації, де проявив велику мужність, 18 раз прориваючи блокаду, доставляючи в Чарлстон (Південна Кароліна) військові вантажі й вивозячи звідти комерційні вантажі бавовни.
У 1867 році вступив на турецьку службу, відразу отримавши звання контр-адмірала. Командуючи флотом брав активну участь у придушенні Критського повстання, отримавши за це пізніше титул паші і посаду головного інспектора флоту. Сприяв посиленню турецького флоту. Після протестів Греції був виключений зі списків Королівського флоту.
У 1874 році Гобарта відновили у списках та надали звання віце-адмірала.
У Російсько-турецькій війні 1877—1878 років попри нейтралітет Великої Британії, командував турецьким флотом на Чорному морі (мабуть, був знову виключений з офіційних списків флоту Великої Британії для дотримання формальностей нейтралітету).
У 1881 році першим з християн отримав звання мушіра (Арабська: مشير) (еквівалент маршала) Османської імперії.
Був двічі одружений, мав двох дочок від обох шлюбів.
Автор книги «Sketches of my life» («Нариси з мого життя»), яка була видана посмертно, в 1886 році, його дружиною.